# Williams FW36
Der Williams FW36 war der Formel-1-Rennwagen von Williams Martini Racing für die Formel-1-Saison 2014. Eine Illustration des Wagens wurde am 23. Januar 2014 über Twitter veröffentlicht, erstmals zu sehen war der Wagen am 28. Januar 2014 auf dem Circuito de Jerez.

## Technik und Entwicklung

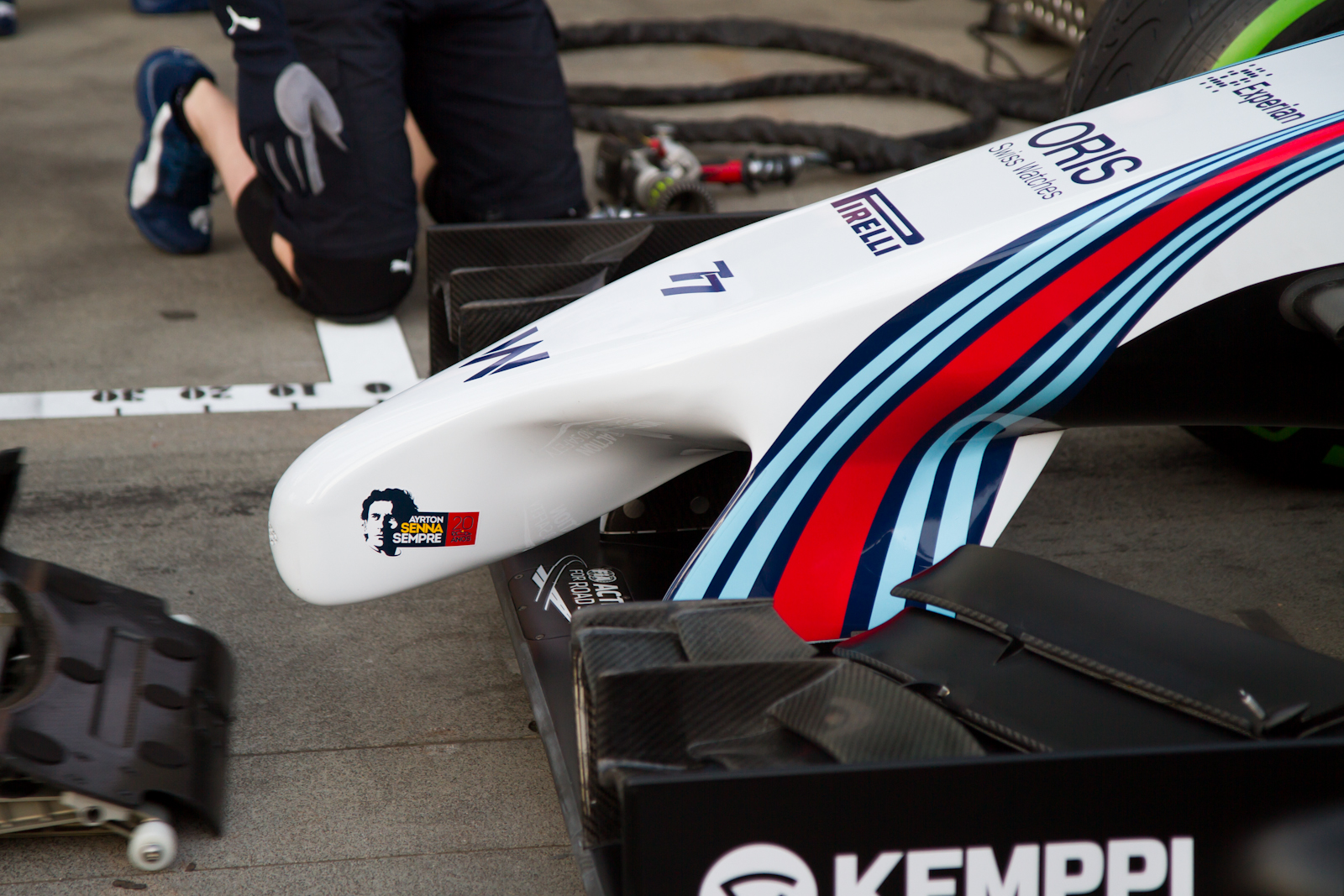
Nase des Williams FW36 beim Großen Preis von Australien

Der FW36 war das Nachfolgemodell des FW35, wobei sich das Fahrzeug aufgrund von Regeländerungen für die Formel-1-Saison 2014 optisch wie auch technisch deutlich vom Vorgängermodell unterschied.
Williams wechselte zur Saison 2014 den Motorenhersteller. Angetrieben wurde der FW36 vom neuentwickelten Mercedes-Benz PU106A Hybrid, einem 1,6-Liter-V6-Motor mit einem Turbolader. Während das ERS vom Motorenhersteller Mercedes kommt, war das Achtganggetriebe eine Eigenentwicklung von Williams. Reglementbedingt gab es nur noch ein zentrales Auspuffrohr, das oberhalb des Rücklichtes lag.
Bedingt durch die Regeländerungen zur Saison 2014 war die Nase des Fahrzeugs deutlich niedriger als beim Fahrzeug des Vorjahres. Die Nase verjüngte sich auf Höhe des Frontflügels stark und ragte weit nach vorne über den Flügel hinaus.

## Lackierung und Sponsoring
Der Williams FW36 war sowohl bei der zuerst veröffentlichten Illustration, als auch bei den ersten Testfahrten vor der Saison in Jerez vollständig dunkelblau lackiert. Nur wenige Sponsorenaufkleber von Randstad, Wihuri, Experian und Pirelli, allesamt weiß und relativ klein, waren auf dem Fahrzeug vorhanden. Mit dieser Lackierung bestritt Williams auch die Testfahrten vor der Saison.
Am 6. März 2014 stellte Williams in London die Lackierung des Fahrzeuges vor. Die Grundfarbe des Fahrzeugs ist weiß, dazu gibt es in Anlehnung an das Logo des neuen Hauptsponsors Martini Streifen in verschiedenen Blautönen mit einem etwas breiteten roten Mittelstreifen, die von der Frontflügelbefestigung bis zur Motorabdeckung verlaufen. Auch auf dem Heckflügel war das Martini-Logo angebracht, ansonsten waren Front- und Heckflügel schwarz lackiert.

## Fahrer
Valtteri Bottas blieb bei Williams und bestritt seine zweite Saison für das Team. Sein neuer Teamkollege wurde Felipe Massa, der zuvor für Ferrari fuhr und als Nachfolger von Pastor Maldonado ins Team kam.

## Saison 2014
Der FW36 erwies sich als äußerst wettbewerbsfähiges Fahrzeug, mit dem die Piloten bei jedem WM-Lauf Punkte erzielten und dabei neun Podestplätze erreichten. Massa erzielte beim Großen Preis von Österreich die einzige Pole-Position der Saison für Williams. Das Team erreichte hinter Mercedes und Red Bull mit klarem Vorsprung auf Ferrari den dritten Rang in der Konstrukteurswertung. Dies war die beste Platzierung von Williams seit 2003. Die Fahrer belegten die Plätze vier (Bottas) und sieben (Massa) in der Fahrerweltmeisterschaft.

## Ergebnisse
| Fahrer               | Nr.                  | 1   | 2 | 3  | 4  | 5  | 6   | 7   | 8 | 9   | 10  | 11 | 12 | 13 | 14 | 15 | 16 | 17 | 18 | 19 | Punkte | Rang |
| -------------------- | -------------------- | --- | - | -- | -- | -- | --- | --- | - | --- | --- | -- | -- | -- | -- | -- | -- | -- | -- | -- | ------ | ---- |
| Formel-1-Saison 2014 | Formel-1-Saison 2014 |     |   |    |    |    |     |     |   |     |     |    |    |    |    |    |    |    |    |    | 320    | 3.   |
| F. Massa             | 19                   | DNF | 7 | 7  | 15 | 13 | 7   | 12* | 4 | DNF | DNF | 5  | 13 | 3  | 5  | 7  | 11 | 4  | 3  | 2  | 320    | 3.   |
| V. Bottas            | 77                   | 5   | 8 | 8  | 7  | 5  | DNF | 7   | 3 | 2   | 2   | 8  | 3  | 4  | 11 | 6  | 3  | 5  | 10 | 3  | 320    | 3.   |
| F. Nasr              | 40                   |     |   | PO | PO | PO |     |     |   |     |     |    |    |    |    |    |    | PO | PO |    | 320    | 3.   |
| S. Wolff             | 41                   |     |   |    |    |    |     |     |   | PO  | PO  |    |    |    |    |    |    |    |    |    | 320    | 3.   |

| Legende  | Legende            | Legende                                                          |
| Farbe    | Abkürzung          | Bedeutung                                                        |
| -------- | ------------------ | ---------------------------------------------------------------- |
| Gold     | –                  | Sieg                                                             |
| Silber   | –                  | 2. Platz                                                         |
| Bronze   | –                  | 3. Platz                                                         |
| Grün     | –                  | Platzierung in den Punkten                                       |
| Blau     | –                  | Klassifiziert außerhalb der Punkteränge                          |
| Violett  | DNF                | Rennen nicht beendet (did not finish)                            |
| Violett  | NC                 | nicht klassifiziert (not classified)                             |
| Rot      | DNQ                | nicht qualifiziert (did not qualify)                             |
| Rot      | DNPQ               | in Vorqualifikation gescheitert (did not pre-qualify)            |
| Schwarz  | DSQ                | disqualifiziert (disqualified)                                   |
| Weiß     | DNS                | nicht am Start (did not start)                                   |
| Weiß     | WD                 | zurückgezogen (withdrawn)                                        |
| Hellblau | PO                 | nur am Training teilgenommen (practiced only)                    |
| Hellblau | TD                 | Freitags-Testfahrer (test driver)                                |
| ohne     | DNP                | nicht am Training teilgenommen (did not practice)                |
| ohne     | INJ                | verletzt oder krank (injured)                                    |
| ohne     | EX                 | ausgeschlossen (excluded)                                        |
| ohne     | DNA                | nicht erschienen (did not arrive)                                |
| ohne     | C                  | Rennen abgesagt (cancelled)                                      |
| ohne     | keine WM-Teilnahme |                                                                  |
| sonstige | P/fett             | Pole-Position                                                    |
| sonstige | 1/2/3/4/5/6/7/8    | Punktplatzierung im Sprint-/Qualifikationsrennen                 |
| sonstige | SR/kursiv          | Schnellste Rennrunde                                             |
| sonstige | *                  | nicht im Ziel, aufgrund der zurückgelegten Distanz aber gewertet |
| sonstige | ()                 | Streichresultate                                                 |
| sonstige | unterstrichen      | Führender in der Gesamtwertung                                   |